# Basmala
« Bismillah » redirige ici. Pour les autres significations, voir Bismillah (homonymie).

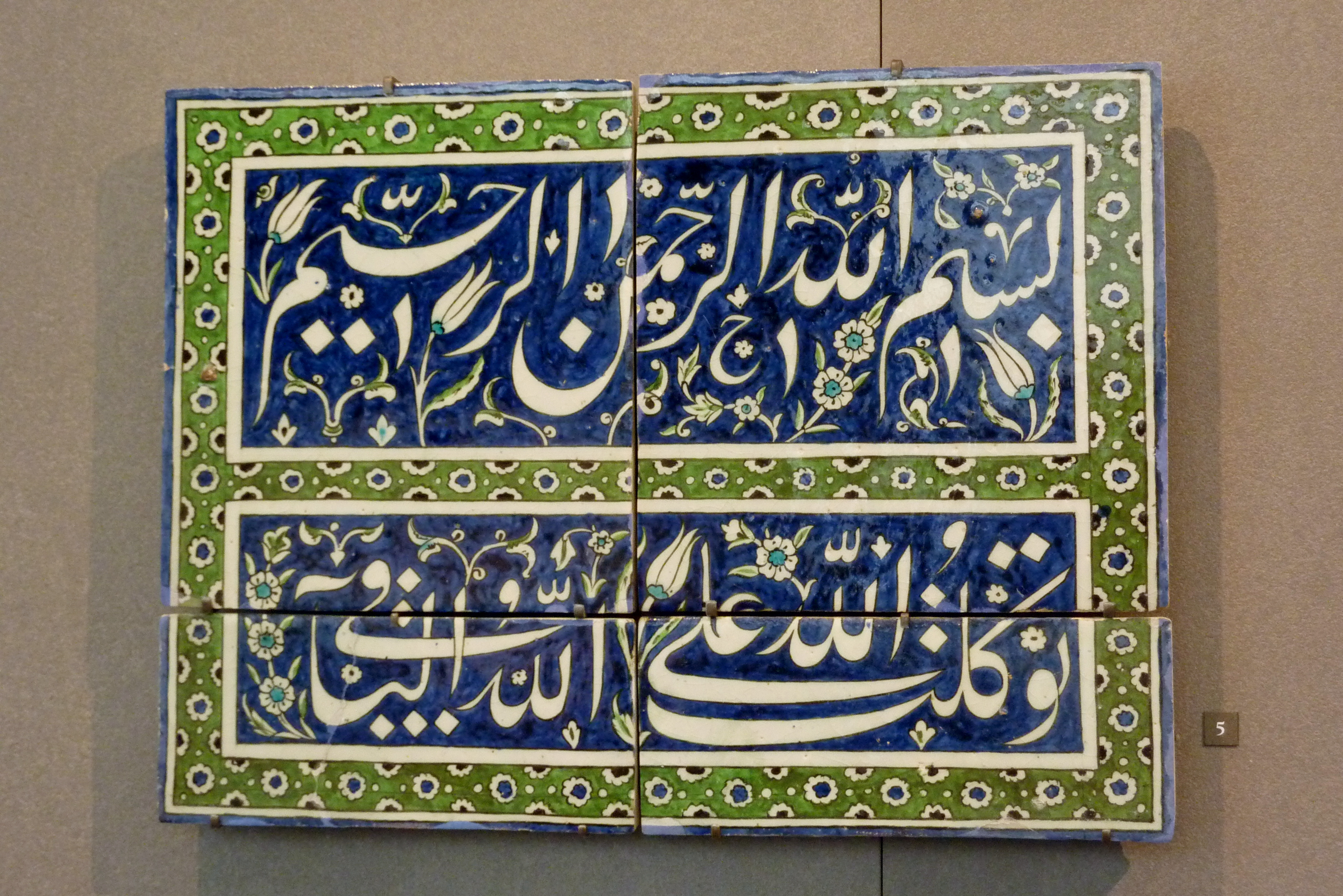
Basmala sur des panneaux en céramique exposés au département des arts de l'Islam du musée du Louvre (Syrie,)

La basmala (arabe : بَسْمَلَة) est la formule bismillāhi r-Raḥmāni r-Raḥīmi (بِسْمِ ٱللَّٰهِ ٱلرَّحْمَٰنِ ٱلرَّحِيمِ), — « Au nom de Dieu le Tout Miséricordieux, le Très Miséricordieux » —, qui figure au début de chaque sourate du Coran, à l'exception de la neuvième, at-Tawba. Par la suite, la formule est aussi devenue largement utilisée, dans différents contextes : au début de textes de différentes sortes, ou encore elle est récitée avant nombre d'actions de la vie quotidienne, le plus souvent dans sa version abrégée bismillah (بِسْمِ ٱللَّٰهِ), signifiant « Au nom de Dieu ».

## La basmala est-elle un verset du Coran?

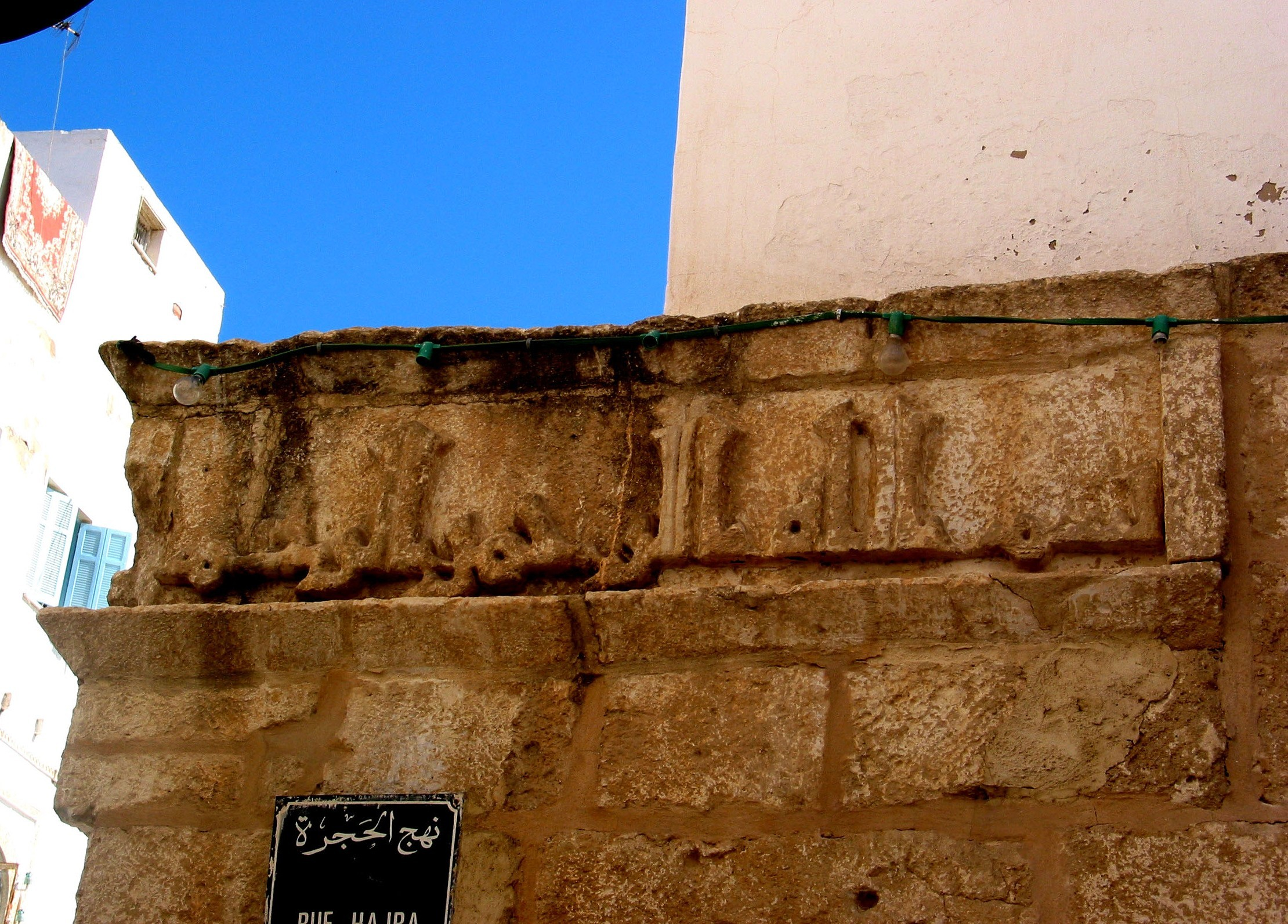
Basmala en style kufi sur la façade de la mosquée Bou Ftata à Sousse.

La basmala est donc la formule qui ouvre toutes les sourates, excepté la neuvième. Les avis ont divergé quant à son statut : est-elle un verset dans chaque sourate qui commence par elle ? Est-elle un verset de la première sourate du Coran, al-Fatiha ? 
On relèvera que la basmala n'apparaît dans le texte coranique lui-même (et non pas au début d'une sourate) qu'une seule fois, au verset 30 de la sourate 27, an-Naml: elle est en tête d'une lettre que le roi Salomon a envoyée à la reine de Saba : « (29) La reine dit: "Ô vous, les chefs du peuple! Une noble lettre m'a été lancée; (30) elle vient de Salomon; la voici: "Au nom de Dieu! celui qui fait miséricorde, le Miséricordieux! (31) Ne vous enorgueillissez pas devant moi; venez à moi soumis." (Trad. Denise Masson) »

### Cas de la Fatiha
La sourate al-Fatiha est la seule sourate dont la basmala a été considérée comme un verset, comme le montrent les éditions basées sur la version canonique du Caire (1923), si bien que la sourate en compte sept. À l'inverse, certains arabisants l'ont exclue, comme Richard Bell, et la sourate en a donc six.
Le choix d'inclure la basmala comme verset permettrait de s'accorder avec Coran 15:87, dans lequel de nombreux oulémas voient une allusion à la Fatiha, et qui dit ceci : « Nous t'avons donné apporté les sept redoublements, le Coran sublime » ou « Nous t'avons donné Sept des Répétées et la Prédication solennelle » (وَلَقَدْ آتَيْنَاكَ سَبْعًا مِنَ الْمَثَانِى وَالْقُرْآنَ الْعَظِيمَ, Wa-laqad 'ataynā-ka sab`āan min al-mathānī wa-l-Qur'āna l-`aẓīma). Mais tant Jacques Berque que Régis Blachère relèvent qu'il est très difficile de savoir ce que sont exactement ces « sept redoublements » ou ces « sept répétées » (سَبْعًا مِنَ الْمَثَانِى, sab`āan min al-mathānī), et que l'exégèse de ce verset est délicate, si bien qu'elle ne fait pas l'unanimité. Ainsi, l'un comme l'autre remarquent que l'expression « sept redoublements » a pu être interprétée comme une allusion aux sept versets de la Fatiha, mais aussi aux sept plus longues sourates, ; Berque conclut qu'« il est impossible de préciser ».
Dans les premiers manuscrits, cette formule est parfois sur la même ligne que le premier verset, tandis qu'elle occupe ailleurs une ligne seule. Ces variations tiennent, selon Éléonore Cellard, peut-être plus à un problème de mise en page.
Deux traditions existent quant au statut de la basmala. Pour les récitateurs de Médine ou de Syrie, ainsi que pour l'école hanifite, la basmala est avant tout un marqueur de division du texte et non un verset. Ils ne la récitent donc pas pendant la prière. À l'inverse, ceux de La Mecque ou de l'école shaféite la récitent.

Basmala dans le style naskh.

## Histoire
Les premières inscriptions officielles épigraphiques de la basmala remontent à la fin du VIIe siècle, au règne du calife Abd al-Malik, connu pour ses grandes réformes d'islamisation. Des monnaies plus anciennes contiennent des variantes ou des formes simplifiées. À partir d'Abd al-Malik, elle apparaît sur les monnaies, les papyrus, les inscriptions monumentales... Elle possède alors une fonction officielle « politico-religieuse ».
Néanmoins, la basmala existe déjà dans des inscriptions populaires. La plus ancienne, étudiée par Muhammad 'Ali al-Hajj, remonte à la fin du VIe siècle ou au début du VIIe et se trouve au sud du Yémen. Il s'agit de la plus ancienne attestation de la basmala, mais une attestation préislamique, en sudarabique de type zaburi[Quoi ?]. « Selon al-Hajj, cette attestation préislamique en Arabie du Sud, d'un basmala équivalente à celle du Coran s'explique par la présence ancienne de Chrétiens employant une terminologie monothéiste ». D'autres inscriptions, celles-ci en arabe, plus récentes mais précédant tout de même la réforme d'Abd al-Malik, sont connues.
Frédéric Imbert remarque que les graffiti islamiques font l'objet de concurrences entre les formulaires, certaines formules excluant d'autres, comme la basmala du site de Bada[Où ?]. Cela illustre les phases d'évolution et de développement de ces formules.

## Analyse

### Composition et traductions
La basmala commence par la préposition bi (« avec, par, au moyen de ») et le terme ism (« nom »). En arabe, nom est en principe composé des lettres alif (ا), sīn (س) et mīm (م), ce qui donne finalement ism : اسم. Mais, dans les éditions imprimées du Coran, le alif tombe, et le mot ism se lie directement à la préposition bi, et on a donc bi-sm : بسم. C'est un cas unique en arabe et la présence du alif est variable selon les manuscrits. Cela pourrait provenir d’un héritage de la graphie hébraïque ou syriaque.
La seconde partie pose des difficultés syntaxiques et sémantiques. Ces deux termes, ar-Raḥmān (ٱلرَّحْمَٰن) et ar-Raḥīm (ٱلرَّحِيم), peuvent être compris comme des juxtapositions (usage préféré par les exégètes musulmans et le plus répandu dans les traductions du Coran) :
- Trad. Richard Bell : « Au nom d'Allah, le Miséricordieux, le Compatissant »
- Trad. Richard Bell : « Au nom d'Allah, le Tout Miséricorde, le Miséricordieux »

Une seconde solution serait de les considérer comme des attributs :
- Trad. Rudi Paret : « Au nom du Dieu miséricordieux et bon »

Enfin, il est aussi possible de considérer Raḥmān comme un nom divin apposé à Allah :
- Trad. Régis Blachère : « Au nom d'Allah, le Bienfaiteur miséricordieux »

Considérant Raḥmān comme un nom propre, Christian Robin propose :
- « Au nom du dieu al-Rahmàn le miséricordieux »

Christian Robin justifie sa position en indiquant que « bien plus tard [après l’épisode des versets sataniques], c'est une synthèse très semblable qu'il accepte quand, revenu en vainqueur, il propose l'assimilation d'Ar-Rahman avec Allah ». Il identifie dans cette appellation un nom dérivé de « Rahmanân », qui désigne le dieu des juifs vers le VIe siècle dans l'Arabie préislamique, mais aussi les dieux d'autres communautés monothéistes vivant dans la même région, que ce soit chez des chrétiens, ou chez le prédicateur Musaylima, un rival de Mahomet,. À l'appui de cette analyse, il précise : « Dans l'invocation bi-(i)smi (A)llâh ar-Rahmân ar-rahïm, il est clair que ar-Rahmân était à l'origine un nom propre et que le sens premier était : « au nom du dieu ar-Rahmàn le miséricordieux ». Aux arguments historiques, on peut ajouter qu'en arabe, le mot rahmân ne se trouve que dans ce contexte ».

### Ar-Raḥmān, ar-Raḥīm
Les deux mots ar-Raḥmān (ٱلرَّحْمَٰن) et ar-Raḥīm (ٱلرَّحِيم) dérivent de la même racine trilittère, R-Ḥ-M. Celle-ci a donné de nombreux mots équivalents dans différentes langues sémitiques (sudarabique, syriaque, hébreu...).
Certains lexicographes voyaient dans le premier un terme d'origine hébraïque. Les orientalistes  le considèrent comme une dérivation sudarabique, juive ou chrétienne. Christian Robin a remarqué que le Dieu des Juifs est anonyme dans les inscriptions sudarabiques jusqu'au Ve siècle et qu'il reçoit le nom de Rahmanan vers 450-460. Selon lui, le Raḥmān de la basmala est un nom propre. Apparaissant à 57 reprises dans le Coran, il est toujours précédé de l'article défini (al- devenant ar- devant la lettre rā). Ce terme est toujours utilisé, dans le Coran, pour désigner Dieu.
Le second, selon le papyrus bilingue Heidelberg 21, a le sens de « bon », « bienveillant » et les auteurs musulmans le voient comme un mot d'origine arabe. Ce terme est le plus souvent sans article défini et peut être appliqué à un homme.

### Sources et influences
La formule n'apparaît qu'une fois à l'intérieur même du texte coranique, au verset 30 de la sourate 27 (an-Naml) où elle est la formule d'ouverture d'une lettre envoyée par Salomon à la reine de Saba, ce qui, pour Blachère, est signe qu'à l'époque de Mahomet déjà, elle figurait nécessairement au début d'un écrit. Selon des sources musulmanes, une telle formule, citant alors une autre divinité qu'Allah, existait chez les polythéistes de l'époque préislamique. Aucune source historique ne le confirme. Il a été proposé de voir dans une formule mazdéenne un antécédent mais celle-ci dérive déjà pour Manfred Kropp du monde sémitique, juif ou chrétien.
De nombreux chercheurs se sont penchés sur les rapports entre la basmala et des formules juives ou chrétiennes. Nöldeke et Schwally voyaient dans les formules « Au nom de YHWH » et « Au nom du Seigneur », provenant respectivement de l'Ancien et du Nouveau Testament, des antécédents. Si la première proposition présente une même particularité orthographique que la basmala, elle n'expliquerait pourtant pas la deuxième partie de la formule.
Pour Kropp, la double épithète est une « citation claire » du Livre des Psaumes, formule utilisée à l'époque préislamique dans la liturgie en langue guèze, sous la forme « Au nom de Dieu, le Miséricordieux et Compatissant ». Cet usage liturgique se retrouve dans des textes syriaques, dont l'anaphore attribuée à Nestorius (Ve siècle) qui commence par : « O Seigneur ! Dieu miséricordieux, clément et compatissant ». Ces parallèles permettent de mieux comprendre la basmala, tant sur le plan du lexique que sur celui de son « éventuel Sitz im Leben » [= circonstances de production] en tant qu'usage liturgique.

## Basmala et tradition populaire
La basmala a toujours été la formule favorite des calligraphes arabes[réf. souhaitée]. On peut apprécier les jeux formels sur la basmala dans le livre de Hassan Massoudy. La phrase est si courante en arabe que le système Unicode a prévu un caractère unique (ligature) pour la représenter : ﷽ (U+FDFD).

Basmala calligraphiées
En cercle.
En forme de poire.

- Selon la tradition populaire des musulmans, la basmala aurait un effet protecteur contre les Djinns[17].

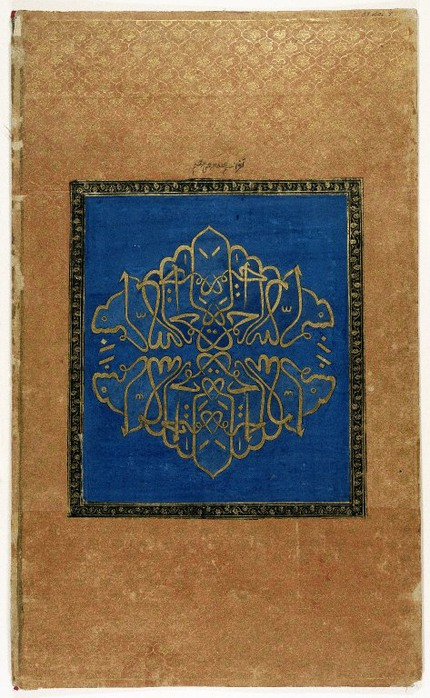
Basmala calligraphié moghol

### Gématrie
Selon le système standard de numérologie Abjadi , la valeur totale des lettres de la Basmala islamique, c'est-à-dire la phrase, est de 786 .  Ce nombre a donc acquis une signification dans l'Islam populaire et la magie populaire du Proche-Orient et apparaît également dans de nombreux cas de culture pop, comme son apparition dans la chanson de 2006 « 786 All is War » du groupe Fun-Da-. Mental .  Une recommandation de réciter la basmala 786 fois en séquence est enregistrée dans Al-Buni . Sündermann (2006) rapporte qu'un « guérisseur spirituel » syrien contemporain recommande de réciter la basmala 786 fois avec une tasse d'eau, qui doit ensuite être ingérée comme médicament.

## Basmala dans lechristianisme
Chez les chrétiens arabes, le terme « basmala » peut désigner l'expression évangélique et liturgique « Au nom du Père et du Fils et du Saint-Esprit » (باسم الآب والابن والروح القدس, bismi-l-’ābi wa-l-ibni wa-r-rūḥi l-qudusi), qui se trouve dans l'Évangile (Matthieu 28:19). Cette formule est parfois complétée à la fin par « Un seul Dieu » ( الإله الواحد, al-ilâh al-wâhid), quand il convient de bien marquer le caractère fondamentalement monothéiste du christianisme.
Toutefois, la formule coranique a également été interprétée par certains érudits chrétiens, qui lui donnent alors un sens spécifiquement chrétien et trinitaire.